# Royal Ordnance L30
L30 — 120 мм нарезная танковая пушка, используемая в Британской армии и Сухопутных войсках Омана. Её устанавливают в башне основного боевого танка Челленджер 2. Это дальнейшее развитие нарезной танковой пушки L11, разработанной компанией Royal Ordnance.

## Вооружение Челленджера
Целью проекта «Вооружение Челленджера» (англ. Challenger Armament или CHARM) было создание нового основного вооружения танка Челленджер 2, обратно совместимого с вооружением танка Челленджер 1. Он состоял из трёх частей: орудия, разработанного Ноттингемским подразделением Royal Ordnance, бронебойного подкалиберного снаряда из обеднённого урана и метательного заряда для него.
По завершении проекта экспериментальная пушка EXP 32M1 была переименована в XL30E3 и, в 1989 году, принята на вооружение под индексом L30.

## Устройство
Ствол длиной 55 калибров изготовлен из стали, полученной методом электрошлакового переплава (ЭШП). Ствол и зарядная камора хромированы, что повышает ресурс ствола до 400 выстрелов. При ведении огня бронебойно-фугасными снарядами, имеющими ослабленную баллистику, ресурс составляет 500 выстрелов.
Затворный механизм состоит из двух блоков. Первый вертикально скользящий блок содержит обтюрационное кольцо (используется потому, что метательные заряды хранятся в сгораемых гильзах или мешках) и при стрельбе запирается вторым блоком. При опускании второго блока первый освобождается, позволяя открыть затвор.

## Боеприпасы
Боеприпасы, которые пользовались ранее, либо используются на текущий момент:
- БОПС L23. Монолитный удлинённый бронебойный снаряд типа БОПС с активной частью из вольфрамового сплава. Используется вместе с метательным зарядом в сгораемой гильзе L8, может также использоваться с модернизированным метательным зарядом L14. Начальная скорость снаряда 1534 м/с. [привести цитату? 3608 дней] Использовался в Войне в Персидском заливе, на данный момент предположительно снят с вооружения.
- БОПС L26 (CHARM 1). Удлинёный бронебойный снаряд из обеднённого урана, используется вместе с метательными зарядами в сгораемой гильзе L14A1 или L14A2.
- БОПС L27A1 (CHARM 3). Также изготовлен из обеднённого урана, но имеет большее отношение длины к диаметру и считается «гораздо более эффективным». Используется вместе с метательным зарядом в сгораемой гильзе L16A1.

- БОПС L28A1. Новейший подкалиберный снаряд типа БОПС. Активная часть выполнена из обеднённого урана, и характеризуется ещё большим отношением длины к диаметру.
- Учебный снаряд CHARM 3 (C3TR). Так как боеприпасы из обеднённого урана используются только в военное время, на учениях используют вольфрамовые подкалиберные снаряды. Из-за протестов против использования обеднённого урана в военных целях, на базе этого учебного снаряда разработали боевой снаряд под индексом L28.
- DS/T Prac L20A1. Относительно дешёвый учебный бронебойный подкалиберный снаряд из стали с наконечником из лёгкого сплава. Хотя он более лёгкий, его траектория на дистанции до 2000 м совпадает с траекторией снаряда L23. Использование таких снарядов продлевает срок службы ствола.
- Бронебойно-фугасный снаряд L31. Стандартный бронебойно-фугасный снаряд с хорошей бронепробиваемостью, также эффективный против зданий и сооружений. Для стрельбы снарядом L31 используется мешочный метательный заряд L3. Начальная скорость снаряда 670 м/с.
- Практический снаряд L32A6. Учебный снаряд, траектория которого совпадает с траекторией L31. Вместо взрывчатки заполнен инертной смесью сульфата кальция и касторового масла, на нём установлен штатный взрыватель и проблесковый маячок для облегчения поиска.
- Фосфорный дымовой снаряд L34. Баллистическая траектория аналогична бронебойно-фугасному снаряду L31. Имеет такие же размеры, но во избежание путаницы имеет другую цветовую маркировку.[2]

## Операторы

### Текущие операторы
- Оман
- Великобритания

### Аналоги других стран, существовавшие в тот же период времени[источникне указан 679 дней]
- GIAT CN120-26/52 Французская гладкоствольная пушка.
- 120-мм танковая пушка Rheinmetall Немецкая гладкоствольная пушка.
- IMI 120 mm gun Израильская гладкоствольная пушка.
- 125-мм танковая пушка 2А46 Российская гладкоствольная пушка.